# Campionati del mondo di atletica leggera 2023 - 10000 metri piani femminili

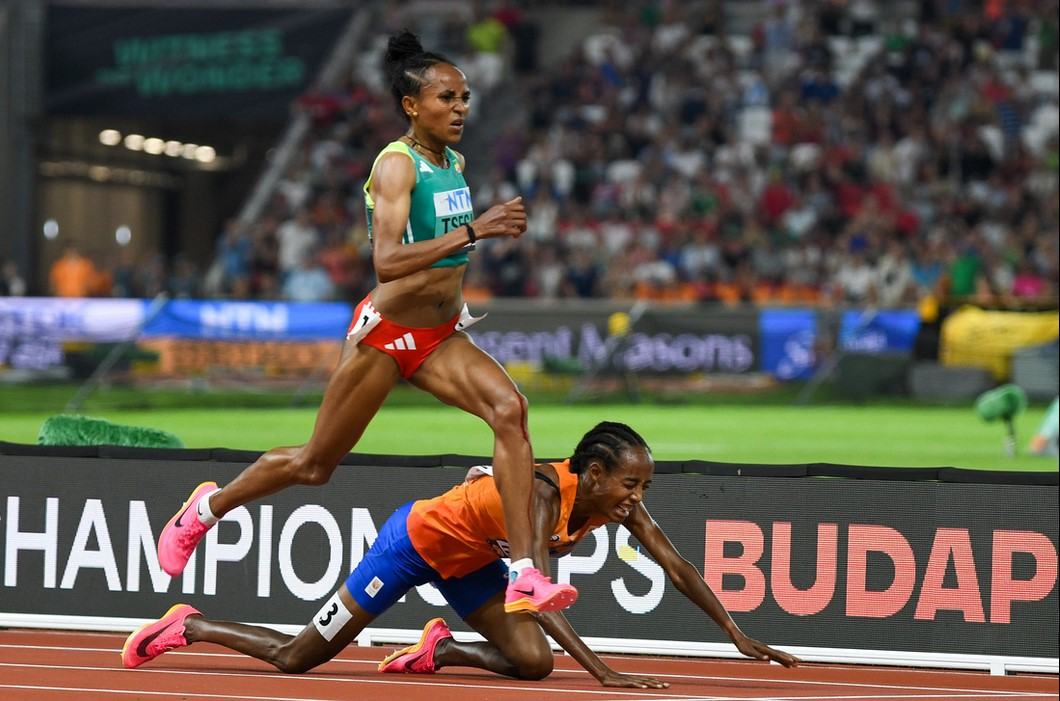
Olimpiadi 2023

La specialità dei 10000 metri piani femminili dei campionati del mondo di atletica leggera 2023 si è svolta il 19 agosto al Centro nazionale di atletica leggera di Budapest, in Ungheria.

## Podio
| Pos.    | Atleta           | Nazionalità | Tempo    |
| ------- | ---------------- | ----------- | -------- |
| Oro     | Gudaf Tsegay     | Etiopia     | 31'27"18 |
| Argento | Letesenbet Gidey | Etiopia     | 31'28"16 |
| Bronzo  | Ejgayehu Taye    | Etiopia     | 31'28"31 |

## Situazione pre-gara

### Record
Prima di questa competizione, il record del mondo (RM) e il record dei campionati (RC) erano i seguenti.
| Record                | Prestazione | Atleta                   | Data                               | Competizione  |
| --------------------- | ----------- | ------------------------ | ---------------------------------- | ------------- |
| Record mondiale       | 29'01"03    | Letesenbet Gidey Etiopia | 8 giugno 2021 Hengelo, Paesi Bassi | Trials etiopi |
| Record dei campionati | 30'04"18    | Berhane Adere Etiopia    | 23 agosto 2003 Parigi, Francia     | Mondiali 2003 |

### Campionesse in carica
Le campionesse in carica, a livello mondiale e olimpico, erano:
| Campione | Atleta                   | Prestazione | Data                                         | Competizione                |
| -------- | ------------------------ | ----------- | -------------------------------------------- | --------------------------- |
| Olimpico | Sifan Hassan Paesi Bassi | 29'55"32    | 7 agosto 2021 Tokyo, Giappone                | Giochi della XXXI Olimpiade |
| Mondiale | Letesenbet Gidey Etiopia | 30'09"94    | 16 luglio 2022 Eugene, Stati Uniti d'America | Mondiali 2022               |

### La stagione
Prima di questa gara, le atlete con le migliori tre prestazioni dell'anno erano:
| Pos. | Atleta                       | Prestazione | Data                               |
| ---- | ---------------------------- | ----------- | ---------------------------------- |
| 1    | Gudaf Tsegay Etiopia         | 29'29"73    | 23 giugno 2023 Nerja, Spagna       |
| 2    | Sifan Hassan Paesi Bassi     | 29'37"80    | 3 giugno 2023 Hengelo, Paesi Bassi |
| 3    | Grace Loinach Nawowuna Kenya | 29'47"52    | 3 giugno 2023 Hengelo, Paesi Bassi |

## Risultati

### Finale
La finale è stata disputata alle 20:55 del 19 agosto.
| Posizione | Atleta                      | Nazionalità   | Tempo    | Note                                     |
| --------- | --------------------------- | ------------- | -------- | ---------------------------------------- |
|           | Gudaf Tsegay                | Etiopia       | 31'27"18 |                                          |
|           | Letesenbet Gidey            | Etiopia       | 31'28"16 | Miglior prestazione personale stagionale |
|           | Ejgayehu Taye               | Etiopia       | 31'28"31 |                                          |
| 4         | Irine Kimais                | Kenya         | 31'32"19 | Miglior prestazione personale stagionale |
| 5         | Alicia Monson               | Stati Uniti   | 31'32"29 |                                          |
| 6         | Agnes Jebet Ngetich         | Kenya         | 31'34"83 | Miglior prestazione personale            |
| 7         | Ririka Hironaka             | Giappone      | 31'35"12 | Miglior prestazione personale stagionale |
| 8         | Jessica Warner-Judd         | Gran Bretagna | 31'35"38 |                                          |
| 9         | Grace Loinach Nawowuna      | Kenya         | 31'38"17 |                                          |
| 10        | Sarah Chelangat             | Uganda        | 31'40"04 | Miglior prestazione personale stagionale |
| 11        | Sifan Hassan                | Paesi Bassi   | 31'53"35 |                                          |
| 12        | Elise Cranny                | Stati Uniti   | 31'57"51 | Miglior prestazione personale stagionale |
| 13        | Diane van Es                | Paesi Bassi   | 32'05"85 |                                          |
| 14        | Natosha Rogers              | Stati Uniti   | 32'08"05 |                                          |
| 15        | Camilla Richardsson         | Finlandia     | 32'15"74 |                                          |
| 16        | Stella Chesang              | Uganda        | 32'38"90 | Miglior prestazione personale stagionale |
| 17        | Lemlem Hailu                | Etiopia       | 32'42"78 |                                          |
| 18        | Sarah Lahti                 | Svezia        | 33'09"22 | Miglior prestazione personale stagionale |
| 19        | Luz Mery Rojas              | Perù          | 33'19"61 |                                          |
| 20        | Rino Goshima                | Giappone      | 33'20"38 |                                          |
| 21        | Maria Lucineida Da Silva    | Brasile       | 35'54"18 |                                          |
|           | Caroline Chepkoech Kipkirui | Kazakistan    | dnf      |                                          |